# Jidapterus
Jidapterus fue un género de pterosaurio pterodactiloide azdarcoide del Aptiense (Cretácico Inferior) descubierto en la formación Jiufotang de Chaoyang, Liaoning, en China. 
El género fue nombrado en 2003 por Dong Zhiming, Sun Yue-Wu y Wu Shao-Yuan. La especie tipo es Jidapterus edentus. El nombre del género se deriva de Jílín Dàxué, es decir, la Universidad de Jilin y el griego latinizado pteron, "ala". El nombre de la especie significa "desdentado" en latín.
El género está basado en el holotipo CAD-01, un esqueleto casi completo con un cráneo parcial. El cráneo es desdentado y relativamente largo, con un pico puntiagudo y recto, y una gran fosa donde la fenestra anteorbital se une con las narinas. Las cuencas oculares son pequeñas, y no tiene una cresta a lo largo de la mandíbula inferior como en los ornitoqueiroides, aunque una corta proyección estaba presente en la parte posterior del cráneo. La envergadura alar de este individuo se estima en 1.7 metros. Su clasificación ha sido inestable; los autores originales no lo asignaron a algún grupo particular. Algunos de los autores originales más tarde sugirieron que era un azdarcoide basal, mientras que otro grupo sugirió que era cercano a Pteranodon y posiblemente el mismo género que Chaoyangopterus David Unwin lo asignó a Tapejaridae sin comentarlo en el libro The Pterosaurs: From Deep Time, pero más tarde, en una colaboración con Lü, estuvo de acuerdo en que pertenecía a otro grupo de azdarcoides y era un pariente cercano de Chaoyangopterus, situándolos a ambos en la nueva familia Chaoyangopteridae.